# 過カルボン酸

過カルボン酸の一般式

過カルボン酸（かカルボンさん、peroxycarboxylic acid もしくは percarboxylic acid）とは、有機化合物のうち、カルボン酸のヒドロキシ基 (−OH) を、ヒドロペルオキシ基 (−OOH) に置き換えた過酸を指す。一般構造式は R-C(=O)OOH と表され、英語名の字訳から、ペルオキシカルボン酸 とも呼ばれる。一般に強い酸化力を持ち、いくつかの過カルボン酸は有機合成において酸化剤として用いられる。

## 命名法
基本的には、母体となるカルボン酸の名称の頭に「ペルオキシ」(peroxy) を付けて命名する。一部の過カルボン酸には「過酢酸」(peracetic acid)、「過安息香酸」(perbenzoic acid) など、頭に「過」(per) を付けた慣用名を持つものがある。

## 調製法
過カルボン酸は、カルボン酸に過酸化水素を作用させると発生する。
{\displaystyle {\ce {RC(=O)OH\ + H2O2 -> RC(=O)OOH\ + H2O}}}
過カルボン酸を精製すると爆発のおそれがあるため、通常は上の反応にて系中発生させた溶液をそのまま酸化反応へと持って行く。例外的にメタクロロ過安息香酸 (mCPBA) は、メタクロロ安息香酸や水を含む混合物の固体として市販されている。

## 反応
過カルボン酸は一般に、酸素原子を1個放出する形式の強い酸化力を示す。以下に過カルボン酸を用いる酸化反応の代表例を挙げる。

### オレフィンのエポキシ化
炭素-炭素二重結合に酸素を付加させ、エポキシドに変える。
この機構において過カルボン酸はまず、オレフィンのπ電子に対する求電子剤としてふるまう。そのため、電子豊富な二重結合に対する反応性が高い。

### バイヤー・ビリガー酸化
ケトンの C-C 結合に酸素を挿入し、エステルへと変える酸化反応。
{\displaystyle {\ce {RC(=O)R'\ + RC(=O)OOH -> RC(=O)OR'\ + RC(=O)OH}}}

### アミンの酸化
アミンの窒素に酸素原子を付加させ、アミンオキシドに変える。
{\displaystyle {\ce {R3N\ + RC(=O)OOH -> R3N=O\ + RC(=O)OH}}}
複素環式化合物でも同様の反応が起こり、例えばピリジンはピリジン N-オキシドへと酸化される。
{\displaystyle {\ce {C5H5N\ + RC(=O)OOH -> C5H5N -> O\ + RC(=O)OH}}}